# Youth (Musiker)

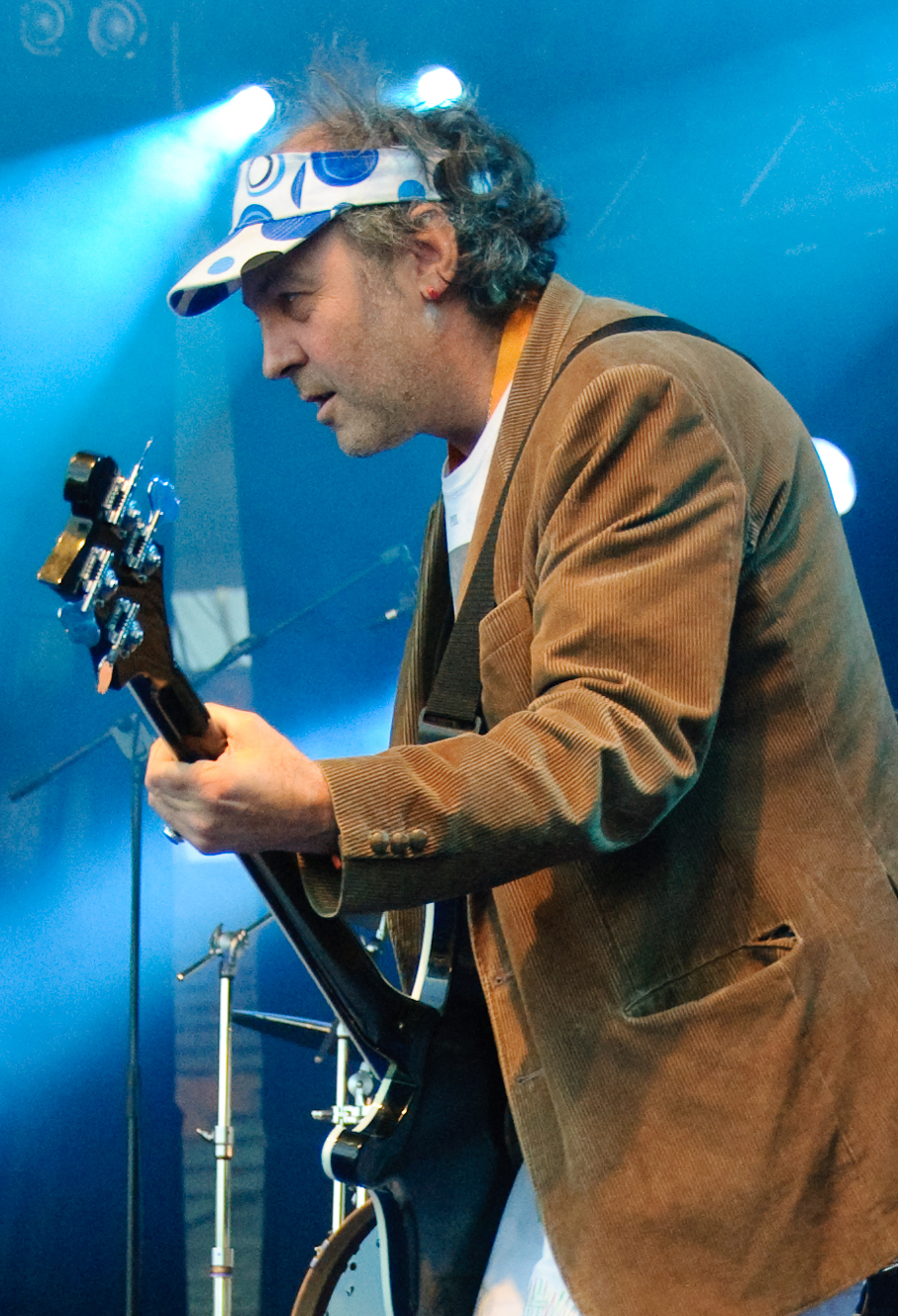
Martin Glover (2009)

Martin Glover (* 27. Dezember 1960), auch bekannt unter dem Pseudonym Youth, ist ein englischer Musikproduzent und Bassist. Er war Gründungsmitglied und Bassist der Rockband Killing Joke und gründete mit Paul McCartney das Projekt The Fireman.

## Karriere
Im Alter von 16 Jahren wurde Glover im Oktober 1977 Bassist der Punkband The Rage, die im Oktober/November 1977 eine Großbritannien-Tour im Vorprogramm der Adverts absolvierte. 1978/79 wechselte er zu der Frauen-Punkband Stilletto, die am 23. Januar 1979 ein Konzert in der Londoner Acklam Hall gab. Nach dem Konzert wurde Glover von Konzertveranstalter Jock McDonald angesprochen und gründete mit ihm und Jimmy Lydon die Band 4„Be 2“, aus der später die Bollock Brothers entstanden. 
Am 24. Februar 1979 erschien im britischen Melody Maker eine Kleinanzeige, in der die neugegründeten Killing Joke einen Bassisten suchten, Glover meldete sich ohne Erfolg, da er sich am Telefon „so dämlich anhörte“. Nach drei weiteren ergebnislosen Kleinanzeigen nahmen Killing Joke im Juni 1979 „aus Verzweiflung“ mit Glover Kontakt auf und akzeptierten ihn als Bassisten.
Glover gründete verschiedene Musiktonträger-Labels und produzierte für Tom Jones, für den mit ihm befreundeten Paul McCartney, für Bananarama, The Orb sowie Heather Nova und veröffentlichte Remixes von Erasure, Depeche Mode, Siouxsie and the Banshees, INXS, Wet Wet Wet und The Shamen. Als Teil des Techno- und House-Duos Blue Pearl erzielte er auch eigene Chartplatzierungen.

## Psytrance
Glover war Geschäftsführer eines Plattenlabels mit dem Namen Butterfly Records, das experimentelle Produktionen aus dem Post-Punk-Bereich mit elektronischem Einfluss veröffentlichte. Da er bis dato immer häufiger Demo-Tapes aus dem Goa-Bereich zugeschickt bekam, entschloss er sich, ein Sublabel mit dem Namen Dragonfly Records zu gründen. Letztendlich boomte dieses Sublabel, während das Mutterlabel Butterfly kaum noch neue Veröffentlichungen brachte und ein paar Jahre später stillgelegt wurde. Nach der Gründung von Dragonfly wurden innerhalb kürzerer Zeit weitere Goa-Labels gegründet, da neue Produktionen stetig zunahmen.